# Le Bon Oncle
Pour plus de détails, voir Fiche technique et Distribution.
Le Bon Oncle est un film muet français réalisé par Georges Monca, sorti en 1915.

## Fiche technique
- Titre : Le Bon Oncle
- Réalisation : Georges Monca
- Scénario :
- Photographie :
- Montage :
- Société de production : Pathé Frères
- Société de distribution : Pathé Frères
- Pays de production :  France
- Langue : film muet avec les intertitres en français
- Métrage : 315 mètres
- Format : Noir et blanc — 35 mm — 1,33:1 — Muet
- Genre :  Comédie
- Durée : 10 minutes et 30 secondes
- Numéro de catalogue Pathé : 7212
- Date de sortie : 
  - France : août 1915

## Distribution
- André Simon